# يثرو سومنر
يثرو سومنر (و. 1733 – 1785 م) هو ضابط، وسياسي من مملكة بريطانيا العظمى، والولايات المتحدة، ولد في Nansemond County, Virginia ‏، ويحمل رتبة عسكرية عميد، توفي في مقاطعة وارين، عن عمر يناهز 52 عاماً.

## مناصب
تولى منصب عضو مجلس نواب كارولينا الشمالية ‏
.

## الخدمة العسكرية
خدم في الجيش القاري.